# Rastošnica
Rastošnica – wieś w Bośni i Hercegowinie, w Federacji Bośni i Hercegowiny, w kantonie tuzlańskim, w gminie Sapna. W 2013 roku liczyła 223 mieszkańców, z czego większość stanowili Serbowie.